# Romsey

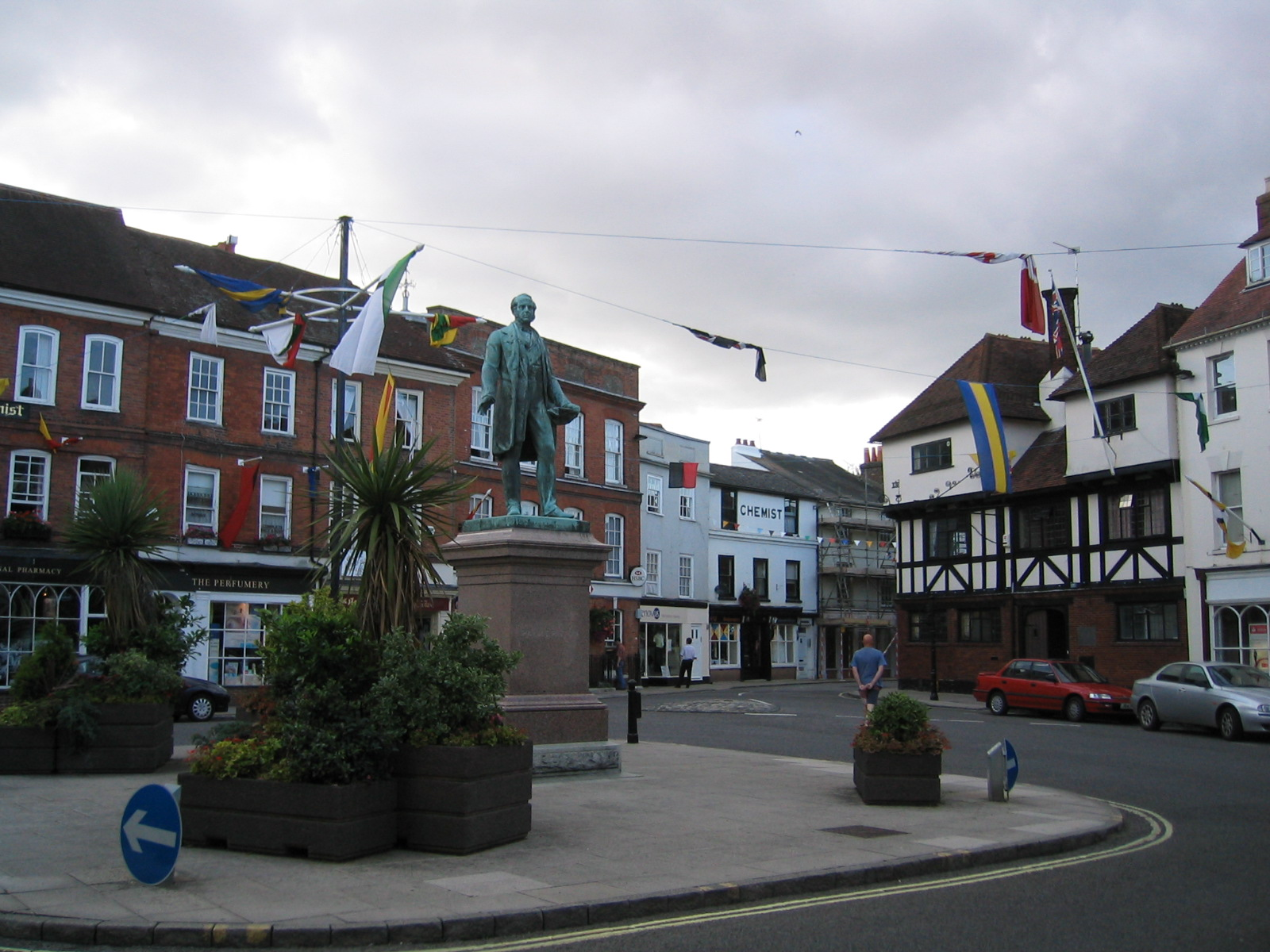
Centrul oraşului

Romsey este un oraș în comitatul Hampshire, regiunea South East England, Anglia. Orașul se află în districtul Test Valley.